# Sansan
Sansan é uma comuna francesa na região administrativa de Occitânia, no departamento de Gers. Estende-se por uma área de 3,7 km². Em 2010 a comuna tinha 104 habitantes (densidade: 28,1 hab./km²).

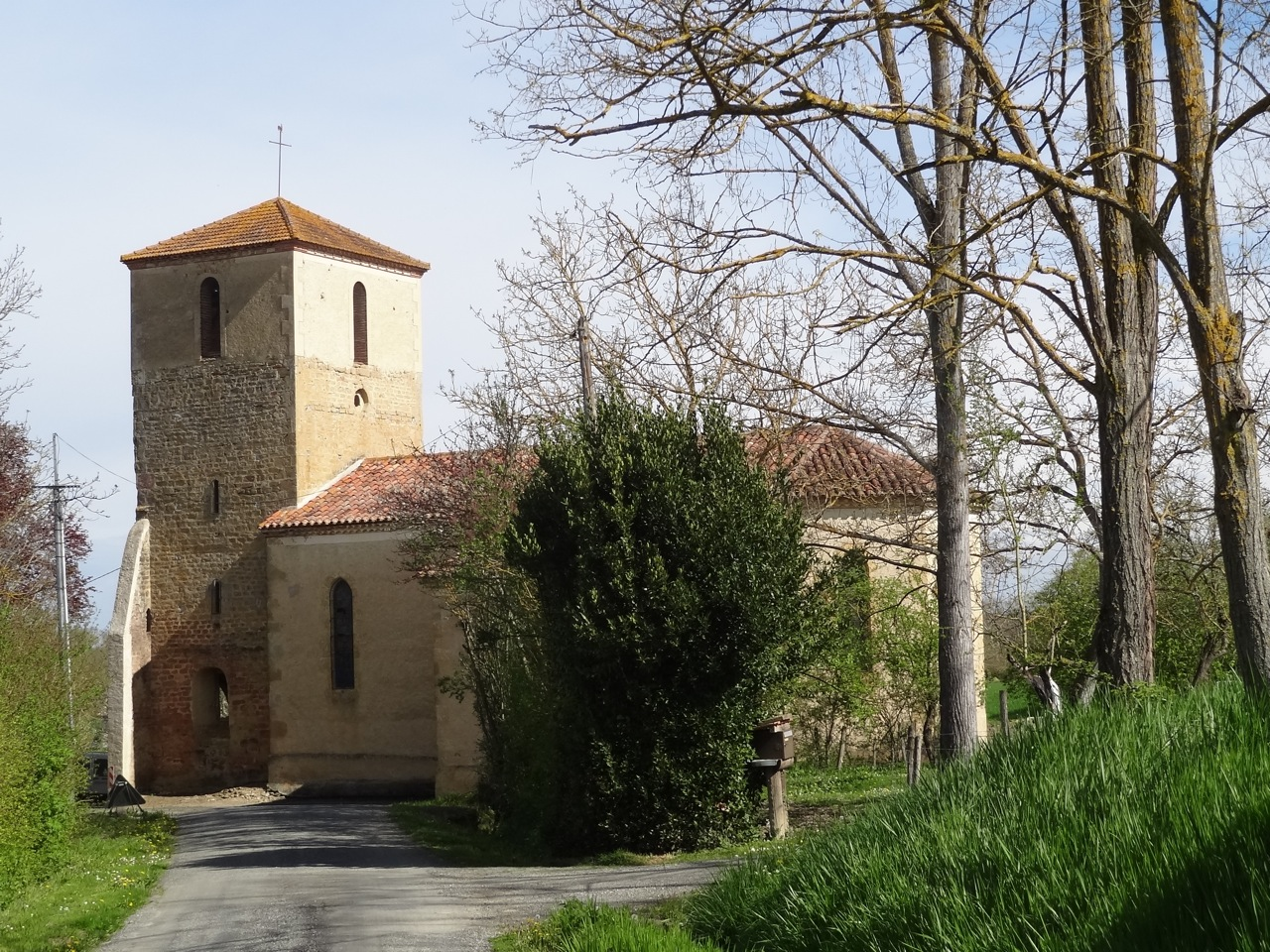